# Reinach (Argovia)
Reinach (toponimo tedesco) è un comune svizzero di 8 438 abitanti del Canton Argovia, nel distretto di Kulm.

## Storia
Nel 1901 la località di Geisshof, fino ad allora frazione di Reinach, è stata assegnata a Gontenschwil.

## Monumenti e luoghi d'interesse

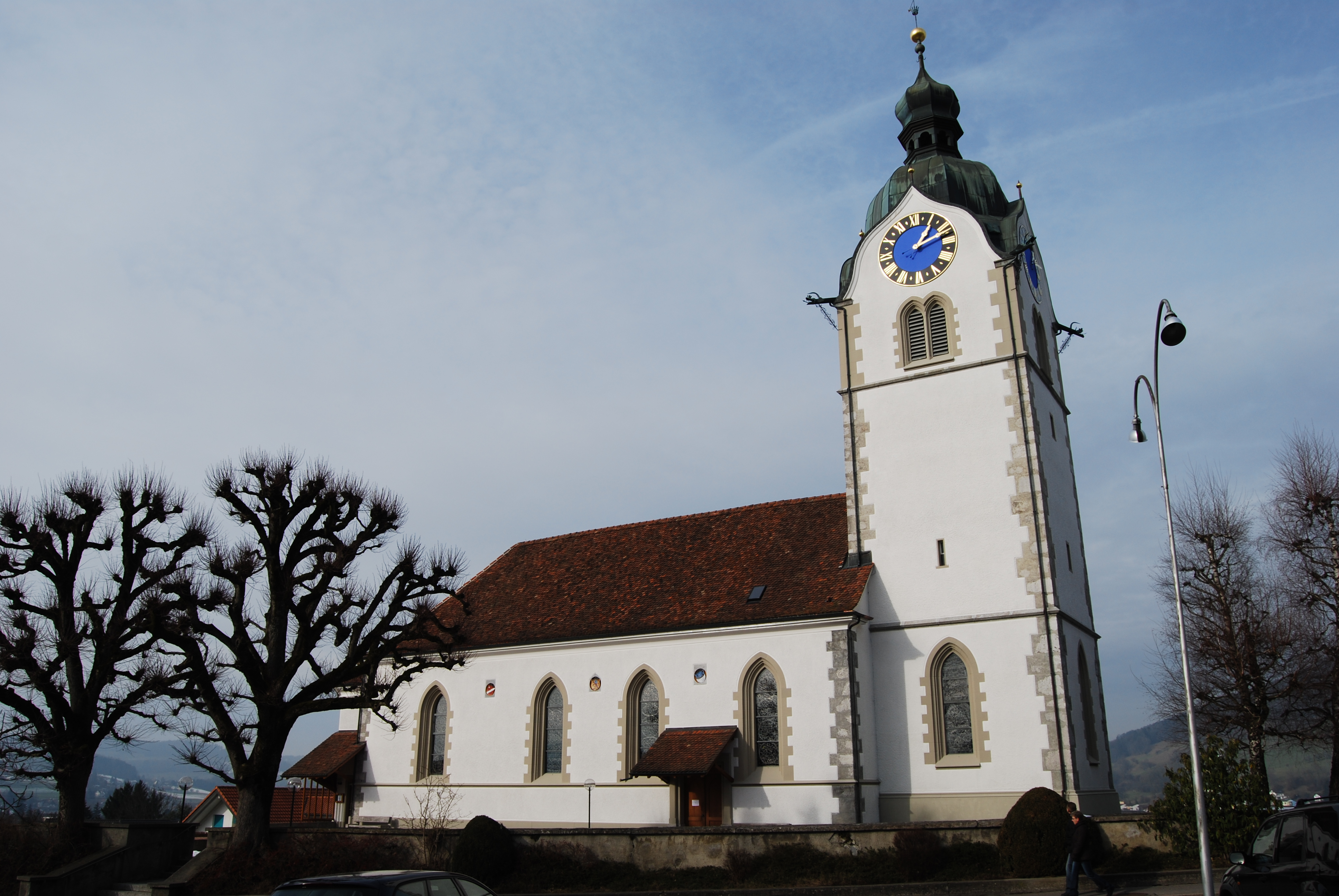
La chiesa riformata

- Chiesa riformata, eretta nel 1528-1529[2].

## Società

### Evoluzione demografica
L'evoluzione demografica è riportata nella seguente tabella:
Abitanti censiti

## Infrastrutture e trasporti

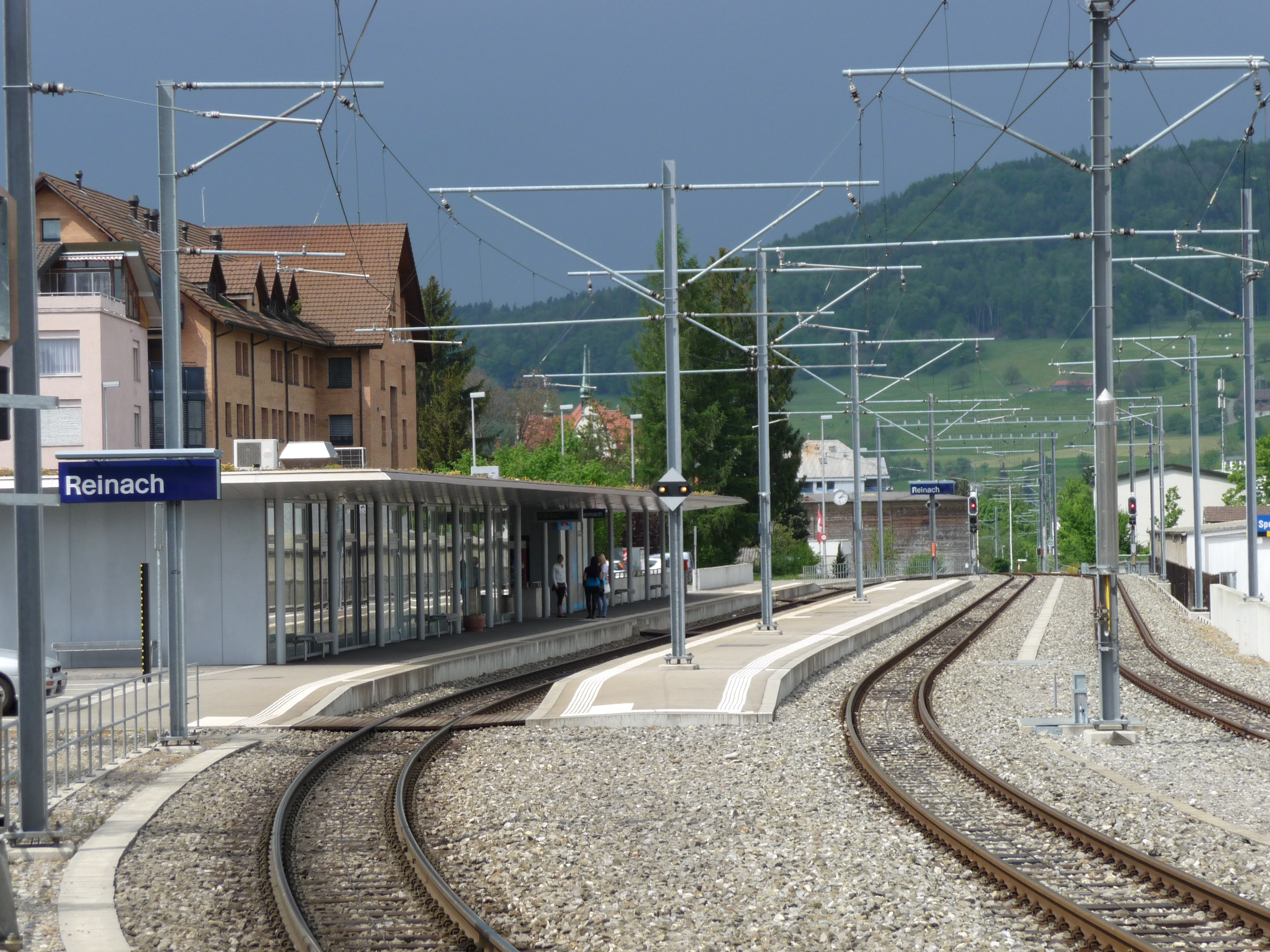
La stazione di Reinach

Reinach è servito dall'omonima stazione sulla ferrovia Seetalbahn.

## Amministrazione
Ogni famiglia originaria del luogo fa parte del cosiddetto comune patriziale e ha la responsabilità della manutenzione di ogni bene ricadente all'interno dei confini del comune.